# قطعنامه ۱۳۱۴ شورای امنیت
قطعنامه  ۱۳۱۴ شورای امنیت سازمان ملل متحد که در تاریخ ۱۱ اوت ۲۰۰۰ تصویب شد، سندی بین‌المللی دربارهٔ کودکان و درگیری‌های مسلحانه است. این قطعنامه طی نشست ۴۱۸۵ام با ۱۵ رای موافق، ۰ مخالف و ۰ ممتنع تصویب شد.